# Фитиль (киножурнал)
«Фити́ль» — сатирический художественный киножурнал, выпускавшийся различными киностудиями художественных фильмов СССР и СНГ в 1962—2003 годах, и одноимённая сатирическая телепередача, выпускавшаяся по заказу телеканала «Россия» в 2004—2008 годах, где также выпускались сюжеты различных российских киностудий, телевизионных объединений и фондов и киностудии Ирреал-фильм Республики Беларусь.
Выпуски журнала состояли из разных сюжетов: игровых, документальных (героев переозвучивали), мультипликационных.

## Название
Сергей Михалков так объяснял происхождение названия киножурнала: 

«Фитиль» — это военно-морской термин. Его происхождение уходит в далёкое прошлое. Смысл этого термина таков: когда адмирал замечал на том или ином корабле своего соединения непорядок — нечёткое выполнение задания, отклонение от курса и пр., то на флагмане поднимался позывной корабля-нарушителя и производился выстрел из орудия по команде «Фитиль». Выстрел должен был привлечь внимание всех командиров кораблей к сигналу, поднятому на флагмане. Прошли десятилетия, но и теперь бытуют среди военных такие выражения: "Слышали? Сегодня Иванов схватил от командира «фитиля»! «А Петрова-то вчера крепко „фитильнули“! Отсюда и произошло название нашего журнала „Фитиль“»— Тараскин А. Почему именно «Фитиль»? // Кругозор. 1977. № 4. С. 10.

## История
Цель создания киножурнала — борьба с негативными явлениями в жизни страны: взяточничеством, пьянством, разгильдяйством, бюрократией и расхищением государственного имущества и тому подобными. Как говорил Сергей Михалков: «Каждый выстрел-сюжет „Фитиля“ был стопроцентно снайперским».
В советские времена киножурнал показывали перед сеансом в кинотеатре. Первый выпуск сатирического киножурнала вышел на экран 4 июня 1962 года.
С 1962 по 1995 год журнал выходил в кинотеатрах перед сеансами, за это время вышло 393 выпуска по 10 минут, в год выходило примерно по 12 выпусков. С 1995 по 2003 год киножурнал стал выходить нерегулярно, а количество производившихся выпусков в год уменьшилось более чем вдвое по сравнению с советским периодом. В 1993—1998 годах советские выпуски «Фитиля» показывали по ТВ-6, в 1998—2000 годах — на НТВ, в 2001—2003 годах — на РТР (позже — «России»). На этом история киноверсии журнала закончилась.
14 марта 2004 года «Фитиль» вернулся в эфир телеканала «Россия» в формате тележурнала. В 2004 году, наряду со свежими выпусками в самом начале существования телеверсии «Фитиля», были показаны старые и новые версии сюжетов. Новые выпуски создавались, в основном, по материалам результатов аудиторских проверок Счётной палаты Российской Федерации и составляли публицистическую часть тележурнала.
Всего за 46 лет существования киножурнала вышли 420 выпусков, 187 новых выпусков были показаны в телеформате. Последний раз «Фитиль» вышел в эфир 3 августа 2008 года.
Официальной причиной закрытия тележурнала стал отказ ВГТРК продлить контракт с ЗАО «Фитиль-проект» на производство новых выпусков. В интервью журналу «Огонёк» заместитель главного редактора «Фитиля» Сергей Кондратьев в ноябре 2008 года заявил, что приостановка работы над «Фитилём» обусловлена не столько финансовыми трудностями, сколько творческим отпуском в коллективе. Первоначально предполагалось пригласить новых актёров и сценаристов, обновить концепцию тележурнала, а показ новых выпусков возобновить с января 2009 года. Однако эти планы не осуществились, а год спустя после показа последнего выпуска бессменный главный редактор «Фитиля» Сергей Михалков скончался на 96-м году жизни.

## Создатели
Главным человеком в деле создания «Фитиля» с первого дня был Сергей Михалков. Имя Михалкова как главного редактора и вдохновителя указывалось в титрах вплоть до закрытия журнала.
С 1973 по 1993 год директором киногруппы журнала «Фитиль» был Аркадий Алексеев — директор картины высшей категории (1993).
Художественным руководителем «Фитиля» в 1964—1985 годах был режиссёр Александр Столбов (удостоившийся в 1978 году за работу в киножурнале Государственной премии СССР). До 7 июля 2003 года киножурнал возглавлял Анатолий Тараскин (1933—2003). После него художественным руководителем стал заслуженный деятель искусств России, актёр и режиссёр Виталий Максимов.

### Авторы
Среди сценаристов «Фитиля» были известные советские сатирики Семён Альтов, Аркадий Арканов, Марьян Беленький, Александр Володарский, Михаил Жванецкий, Виктор Коклюшкин, Михаил Мишин, Григорий Горин и другие.
В разные годы для «Фитиля» также писали Леонид Гайдай, Александр Курляндский, Александр Митта, Владимир Панков, Марк Розовский, Эдуард Успенский, Аркадий Хайт, Виктор Шендерович.

### Режиссёры
В. Попов, В. Пекарь, И. Магитон, Л. Кулиджанов, И. Аксенчук, М. Анджапаридзе, И. Дивов, Я. Эбнер, Е. Шорох, Г. Габай, Э. Пырьев, К. Эггерс, И. Бжеский, Е. Березин, Ю. Тимошенко, А. Бабаян, Л. Быков, Л. Миллионщиков, Н. Трахтенберг, У. Назаров, Я. Фрид, Л. Макарычев, Р. Горяев, В. Арсентьев, Г. Новожилов, А. Бабановский, А. Тутышкин, В. Рапопорт, И. Поплавская, А. Митта, Е. Карелов, З. Какабадзе, Д. Федоровский, С. Третьяков, В. Назаров, И. Ильинский, Н. Михалков, С. Киселёв, Г. Козлов, А. Шейн, К. Петриченко, И. Самборский, Е. Гамбург, А. Сахаров, М. Цирюльников, Я. Мата, Г. Земцов, К. Альперова, Р. Быков, А. Лооман, И. Боярский, Г. Лаврелашвили, В. Азаров, В. Дьяченко, Т. Лисициан, Ф. Епифанова, В. Иванов, М. Григорьев, Б. Дёжкин, В. Котёночкин, Х. Бакаев, В. Угаров, Р. Саакянц, Д. Черкасский

### Список актёров
В «Фитиле» снимались многие знаменитые советские и российские актёры.
Рекордсменом по количеству съёмок в «Фитиле» является Николай Парфёнов. Рекордсмен по озвучиванию мультипликационных фильмов — Георгий Вицин.
Также снимались: Олег Акулич, Светлана Аманова, Ольга Аросева, Алла Балтер, Сергей Баталов, Александр Белявский, Алла Будницкая, Георгий Бурков, Леонид Быков, Ролан Быков, Ольга Викландт, Евгений Весник, Павел Винник, Эммануил Виторган, Юрий Волынцев, Зиновий Высоковский, Валерий Гаркалин, Валентин Гафт, Зиновий Гердт, Борис Гитин, Нина Гребешкова, Вячеслав Гришечкин, Евгений Дворжецкий, Татьяна Догилева, Лев Дуров, Евгений Евстигнеев, Олег Ефремов, Владимир Жириновский, Игорь Ильинский, Вадим Захарченко, Рина Зеленая, Изольда Извицкая, Анатолий Калмыков, Александр Калягин, Леонид Каневский, Людмила Касаткина, Игорь Кашинцев, Александр Козубский, Михаил Кокшенов, Михаил Кононов, Савелий Крамаров, Наталья Крачковская, Юрий Кузьминков, Леонид Куравлев, Александр Лазарев, Всеволод Ларионов, Евгений Леонов, Иван Любезнов, Георгий Мартынюк, Георгий Менглет, Георгий Милляр, Евгений Моргунов, Семён Морозов, Андрей Мягков, Александра Назарова, Вячеслав Невинный, Светлана Немоляева, Юрий Никулин, Борис Новиков, Александр Носик, Валерий Носик, Владимир Носик, Тамара Носова, Вера Орлова, Виктор Павлов, Павел Панков, Анатолий Папанов, Александр Пашутин, Татьяна Пельтцер, Михаил Пуговкин, Юрий Пузырев, Александр Пятков, Фаина Раневская, Ирина Розанова, Анатолий Ромашин, Рудольф Рудин, Раиса Рязанова, Леонид Сатановский, Михаил Светин, Александр Семчев, Виктор Сергачев, Борис Ситко, Алексей Смирнов, Тамара Совчи, Любовь Соколова, Владимир Стержаков, Олег Табаков, Роман Ткачук, Игорь Угольников, Инна Ульянова, Семен Фарада, Виктор Филиппов, Сергей Филиппов, Дмитрий Харатьян, Александр Хвыля, Станислав Чекан, Юрий Чернов, Инна Чурикова, Александр Ширвиндт, Георгий Штиль, Борис Щербаков, Анатолий Яббаров, Геннадий Ялович, Михаил Яншин, Леонид Ярмольник, Игорь Ясулович, и многие другие.

## Награды
В 1978 году авторы киножурнала стали лауреатами Государственной премии СССР в области литературы, искусства и архитектуры «за выпуски последних лет». Среди них художественный руководитель Сергей Михалков, главный режиссёр Александр Столбов и операторы — Юрий Егоров и Сергей Киселёв.
В 1982 году, в связи с 20-летием со дня своего основания, «Фитиль» был награждён орденом «Знак Почёта».

## Критика
Станислав Садальский, снимавшийся в старых выпусках «Фитиля», назвал новый тележурнал примитивом:
Мне посчастливилось в своё время сняться ещё в старых выпусках «Фитиля». А недавно удалось сравнить их с новыми. Пригласили меня участвовать в съёмках, и могу сказать абсолютно однозначно, что новый журнал — это примитив. Сюжеты ужасные, и абсолютно непонятно, о чём они, в чём их смысл. Очень всё затянуто, раньше один сюжет длился три-четыре минуты, а теперь минут 10, что тоже не делает новый «Фитиль» лучше. Он стал слишком зануден. Я помню, как раньше ждали киножурнал, он был интересен, там была едкая сатира. А что сейчас? Какая-то пародия новых сюжетов на старые. Не моя чашка чая это теперь, дальше сниматься в «Фитиле» я отказался. Считаю, что новому журналу до прежнего — как до кремлёвской звезды.

## Киностудии, принявшие участие в создании сюжетов киножурнала

### Документальные сюжеты
- Азербайджанфильм (2 сюжета)
- Арменфильм (2 сюжета)
- Беларусьфильм (3 сюжета)
- ВГИК (2 сюжета; 1 сюжет совм. с Ленфильмом и ЦСДФ)
- Восточно-Сибирская студия кинохроники (10 сюжетов)
- Грузкинохроника (3 сюжета)
- Грузнаучфильм (1 сюжет)
- Дальневосточная студия кинохроники (4 сюжета)
- Западно-Сибирская студия кинохроники (до 1968 года — Новосибирская студия кинохроники; 8 сюжетов)
- Казанская студия кинохроники (3 сюжета)
- Казахфильм (3 сюжета)
- Киностудия имени Горького (7 сюжетов)
- Киргизфильм (2 сюжета)
- Куйбышевская студия кинохроники (7 сюжетов)
- Ленинградская студия документальных фильмов (5 сюжетов)
- Ленинградская студия кинохроники (8 сюжетов)
- Ленфильм (1 сюжет; совм. с ВГИКом и ЦСДФ)
- Литовская киностудия (4 сюжета)
- Минская студия кинохроники (1 сюжет)
- Одесская киностудия (2 сюжета)
- Молдова-фильм (3 сюжета)
- Мосфильм (7 сюжетов; 1 сюжет совм. с ЦСДФ; 1 сюжет совм. с Моснаучфильмом)
- Рижская киностудия (5 сюжетов)
- Ростовская студия кинохроники (18 сюжетов)
- Северо-Кавказская студия кинохроники (1 сюжет)
- Таджикфильм (4 сюжета)
- Таллинфильм (10 сюжетов)
- Ташкентская кинохроника (1 сюжет)
- Туркменфильм (3 сюжета)
- Узбекфильм (3 сюжета)
- Узкинохроника (1 сюжет)
- Укркинохроника (7 сюжетов)
- Харьковский политехнический институт (1 сюжет)
- Центрнаучфильм (до 1966 года — Моснаучфильм; 40 сюжетов; 1 сюжет совм. с Мосфильмом)
- ЦСДФ (328 сюжетов; 1 сюжет совм. со ВГИКом и Ленфильмом; 1 сюжет совм. с Мосфильмом)

### Мультипликационные сюжеты[6][7]
- Арменфильм (4 сюжета)
- Грузия-фильм (2 сюжета)
- Казахфильм (2 сюжета)
- Киевнаучфильм (41 сюжет)
- Союзмультфильм (163 сюжета)
- Таллинфильм (5 сюжетов)

### Художественно-игровые сюжеты с участием актеров театра и кино
- Азербайджанфильм (1 сюжет)
- Арменфильм (2 сюжета)
- Беларусьфильм (1 сюжет)
- Грузия-фильм (6 сюжетов)
- Киностудия имени Горького (61 сюжет)
- Киностудия имени Довженко (14 сюжетов)
- Ленфильм (28 сюжетов)
- Литовская киностудия (3 сюжета)
- Мосфильм (333 сюжета)
- Моснаучфильм (1 сюжет)
- Одесская киностудия (2 сюжета)
- Рижская киностудия (3 сюжета)
- Свердловская киностудия (8 сюжетов)
- Узбекфильм (1 сюжет)